# Авіаційна (станція)
Авіаційна — пасажирська станція Московської залізниці. 
Розташована у місті Домодєдово Московської області на відгалуженні від основного ходу до аеропорту Домодєдово.
Станція Авіаційна використовується для постачання складів з авіаційним паливом, які згодом частинами вивозяться на станцію Космос для подальшого переливання в сховища аеропорту Домодєдово.
На станції 2 пасажирські та 4 вантажні колії. Платформа острівна, з навісом у середній частині. Поруч розташоване Авіамістечко — район м. Домодєдово.
Відкрита 1963 року.
До східної горловині станції примикає непасажирська лінія завдовжки 17 км. до станції Кар'єрна (сел. Єганово Раменського району), яка обслуговує кар'єр скляних пісків.